# ピレウス
ピレウス（ギリシア語: Πειραιάς / Pireás）は、ギリシャのアッティカ地方にある港湾都市で、アテネの首都圏を構成する。古代にはペイライエウス (古代ギリシア語: Πειραιεύς / Peiraieús）と呼ばれ、アテナイの外港都市として発展した。アテネ市中心部から南西12km、サロニコス湾の東に位置する。今日ではエーゲ海の島々への船が、ピレウス港から出ていて、エーゲ海クルーズの拠点である。ピレウスは2011年時点ではギリシャ第4の都市であり、アテネ首都圏ではアテネに次いで人口が多い。ピレウス港はギリシャ最大の港で、年間2000万人が利用するヨーロッパ最大且つ世界第2位の旅客港である。貨物でも年間140万TEUを誇り、ヨーロッパ上位10港且つ東地中海最大である。1896年アテネオリンピックと2004年アテネオリンピックで会場となった。
現代ギリシャ語での発音は [pireˈas] であり、ピレアスと転記される。このほか、ピレエウス、ピラエウス、ピレエフスなどとも表記される。

## 歴史

### 古代～中世

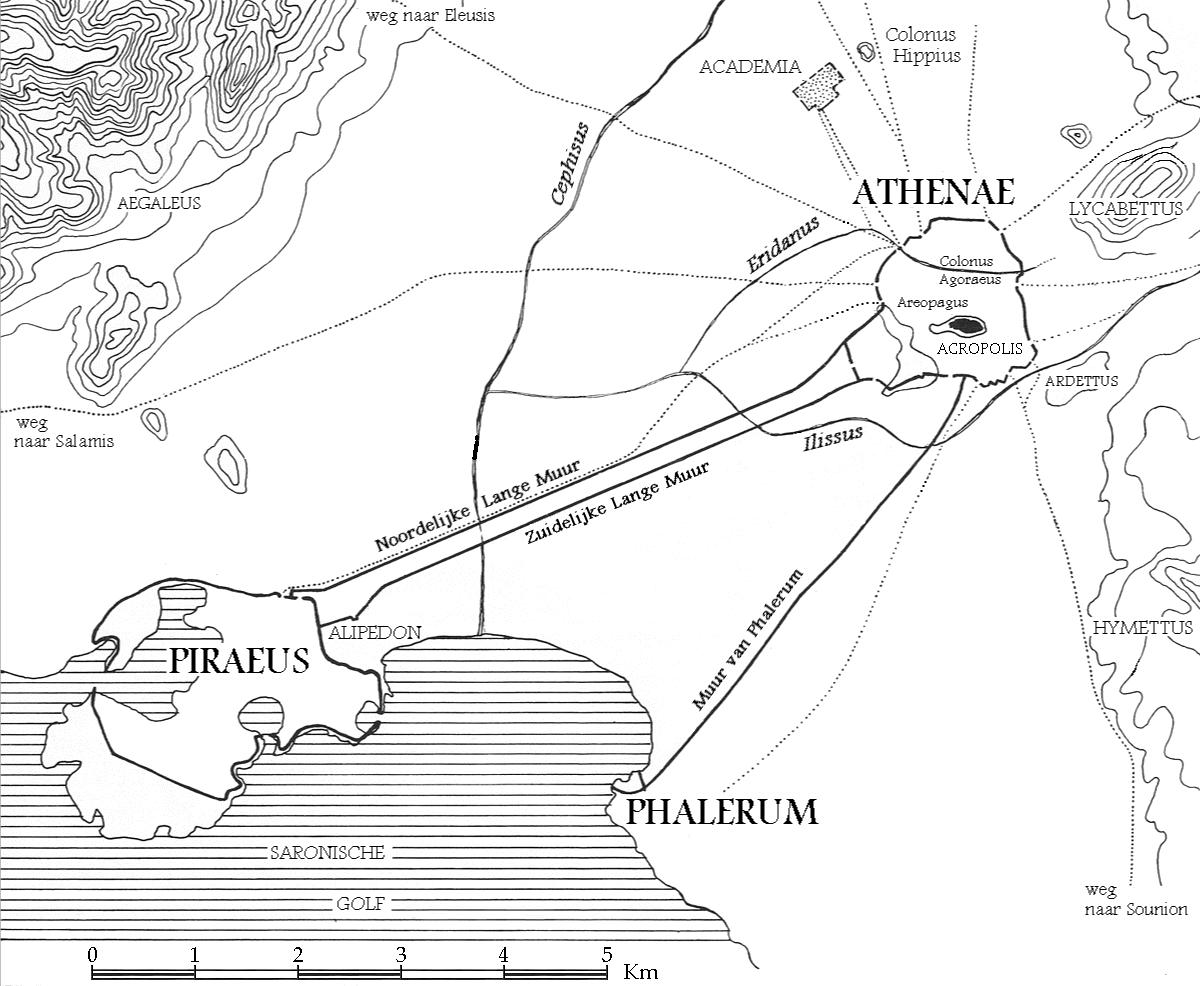
アテネとピレウスを繋ぐ長壁

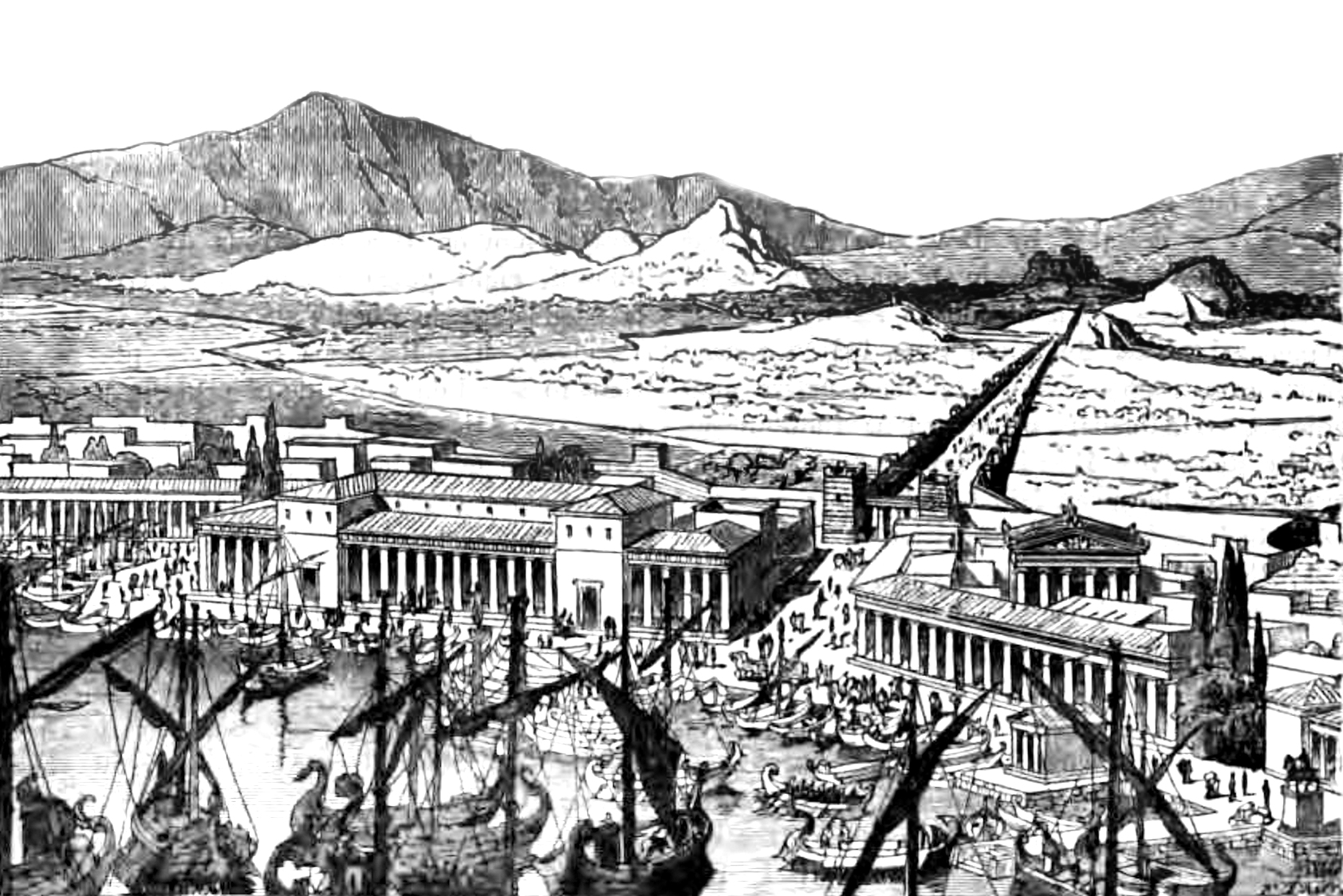
アテネとピレウスを繋ぐ長壁

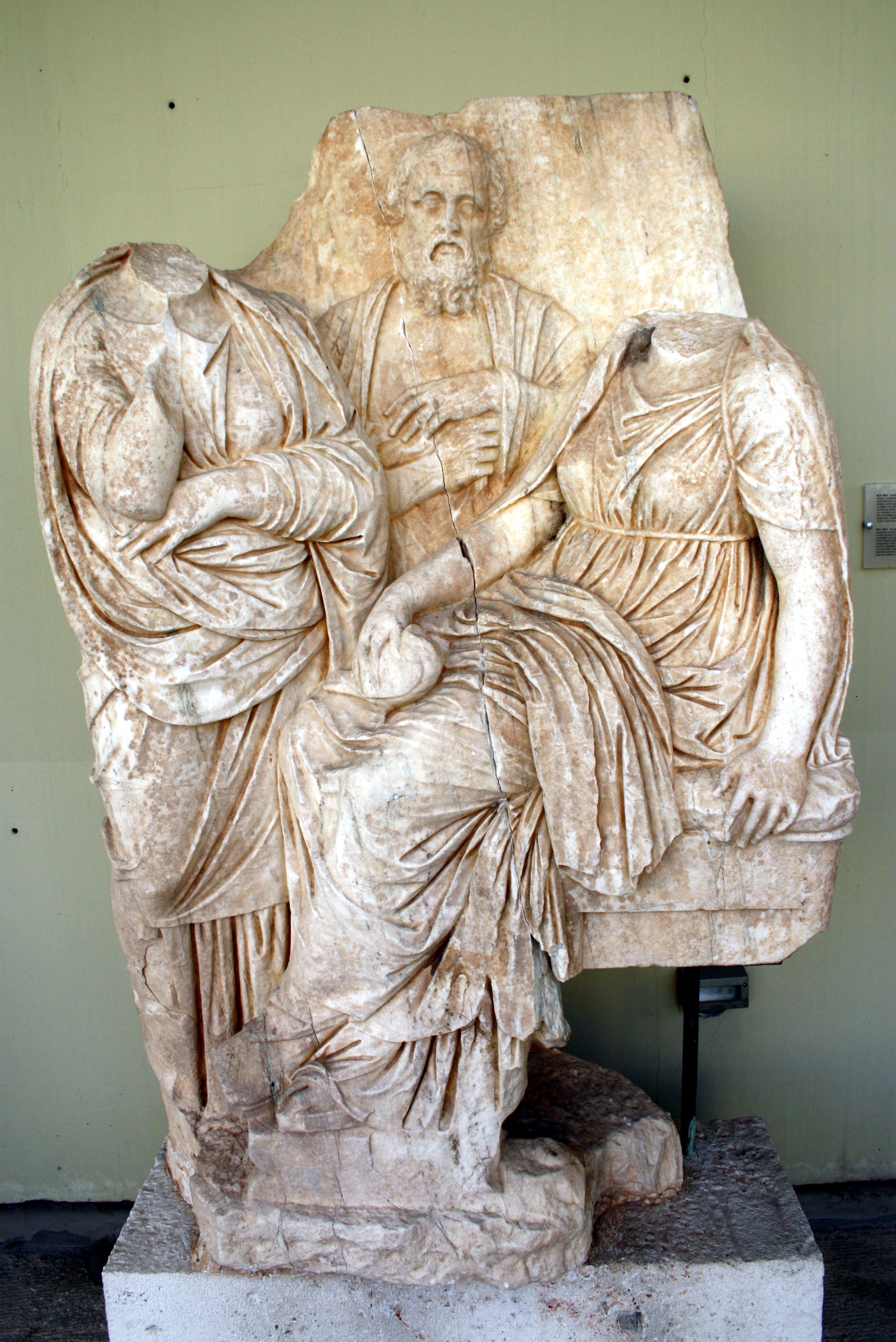
旅立つ少女と両脇の両親（紀元前330～320年）ピレウス考古学博物館所蔵

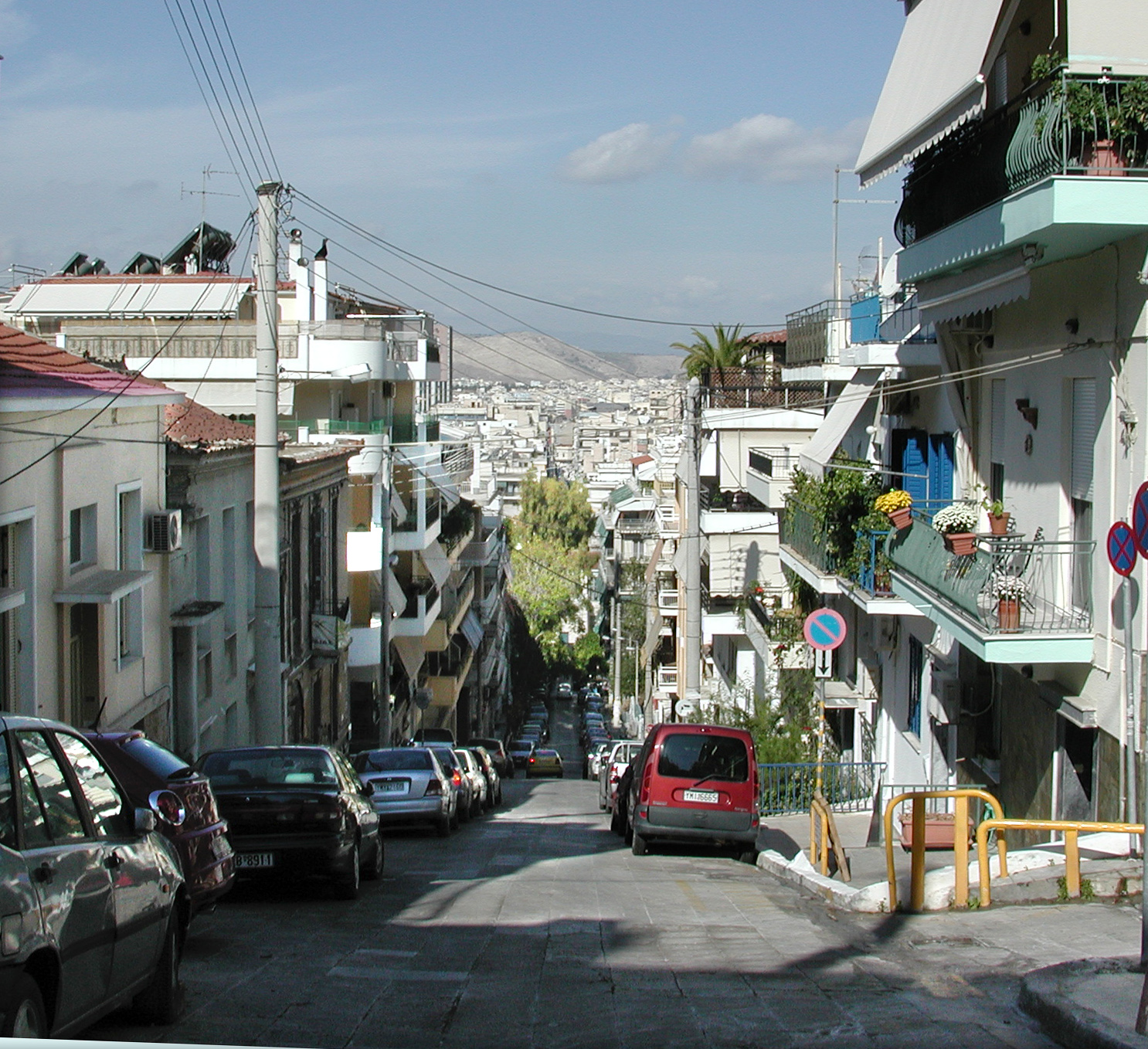
現代のピレウス市。ミューニキアの坂を含むヒッポダミアン通り

先史時代、ピレウス中心部のミューニキア(現在のカステラ)は浅瀬で本土と繋がっていた。この浅瀬は一年の内長い期間海水に浸かっており、干上がると塩田になった。これは塩田を意味する「ハリペドン」と呼ばれており、泥濘によって複雑な浅瀬となった。徐々に地形が変化した結果、古典古代初期には安全な土地になった。
紀元前26世紀にはピレウス周辺に人が住んでいた。
古代ギリシャ時代には、水深の大きい3つの港を持つピレウスは重宝され、古く浅いファレルム港から徐々に役割を奪った。3つの港は大規模なカンタルスと小規模なゼア、ムニチアからなった。
紀元前511年、ヒッピアスがミューニキアを要塞化した。
紀元前507年、クレイステネスがピレウスをアッティカ地方に組み入れた。
紀元前493年、アテネの政治家テミストクレスがファレルム港にかわる海軍基地として建設した。
紀元前483年、アテネ海軍がピレウスに移転した。
紀元前480年、アテネ海軍はアケメネス朝ペルシア相手にサラミスの海戦で大きな役割を果たした。以降ピレウスは海軍基地として使用されている。ペルシアの第2次ギリシャ侵攻(紀元前480～479年)の後、テミストクレスはピレウスの3つの港を要塞化し、ネオソイコイ(舟屋)を建てた。
紀元前471年、テミストクレスの壁が完成した事により、ピレウス港は軍事的にも商業的にも重要な港になった。ミレトスの都市計画家ヒッポダモスによって市街が碁盤の目状に整備された。彼の名前は中心部の広場に残っている。また、ピレウス港を拠点とする海上貿易を生命線とするポリスであるアテネを防衛する軍事戦略として、キモンとペリクレスが都市アテネと都市ピレウスの間の街道を両都市を囲む城壁から延長・要塞化し、一種の双子都市として防御した。
紀元前430年、ペロポネソス戦争中のペスト発生によって、ピレウスは初めて衰退した。
紀元前404年、スパルタのリュサンドロス (提督)がピレウス港を封鎖し、アテネはスパルタに降伏し、デロス同盟は終了した。ピレウスの城壁とアテネとの間の長い壁はスパルタ兵によって破壊された。アテネ海軍の三段櫂船や舟屋も一部が破壊された。その結果、防御力を失ったピレウスは繁栄するロドス島に地位を譲る事になった。
紀元前403年、ミューニキアの戦いでミューニキアはトラシュブロスとフィリの難民に包囲された。この戦いでフィリ人はアテネの三十人政権を打倒したが、続くピレウスの戦いでスパルタ軍に倒された。
紀元前393年、民主制を復活させたコノンは壁を再建した。また、アフロディーテ、ゼウス、アテナの神殿を建てた。また、後にゼア港で発掘されたフィロンのスケウオテケ(弾薬庫)を建てた。ピレウスの再建はアレクサンドロス3世(在位：紀元前336年～紀元前323年)の時代まで行われた。
紀元前86年、ローマのスラがピレウスを徹底的に破壊した。
395年、アラリック1世率いるゴート族が再びピレウスを破壊した。これによりピレウスは15世紀まで衰退する事になる。
東ローマ帝国時代(330年～1453年)、ピレウスは時折海軍基地として使われたが、首都のコンスタンティノープルからは遠かった。中世にはピレウス港はベネチア人に「シシネス港」と呼ばれた。
1040年、東ローマ帝国ブルガリア (テマ制)で起こったペタル・デリャンの蜂起に呼応し、反乱を起こしている。
1205年、第4回十字軍によって東ローマ帝国が崩壊し、ピレウスは十字軍国家の一つであるアテネ公国の領土となった。
14世紀には港の入口に立つ古い獅子の彫刻から、ピレウスの獅子と呼ばれるようになった。後にギリシャ人にはレオネ港(Πόρτο Λεόνε)やドラコ港(Πόρτο Δράκο)と呼ばれるようになる。

### オスマン帝国時代
1456年、ピレウスがオスマン帝国の一部になると、ベネチア時代から引き続き「Aslan Liman」（獅子の港）と呼ばれた。
1590年、聖スピリドン修道院がピレウスに建てられた。ピレウスは時折商業港に使われる以外は、ギリシャ独立戦争までは寂れた場所だった。多くの地権者がいたが、アテネ人はピレウスに住まなかった。
1687年、モレアン戦争の中でフランセスコ・モロソーニがアテネに遠征した際に、ピレウスの獅子は発掘された。獅子はヴェネツィア海軍工廠に運ばれ、今でも同じ場所で見られる。ピレウス考古学博物館には複製品が展示されている。
1792年、イドラ島から住民を移動させて新しいピレウスを創る試みがあったが、失敗した。
1825年、独立戦争中にプサラ島から住民をピレウスに移動させる計画が出来、1829年に定住が始まった。かつての栄光からは程遠い、少数の漁民が住む小さな町に過ぎなかった。

### ギリシャ独立

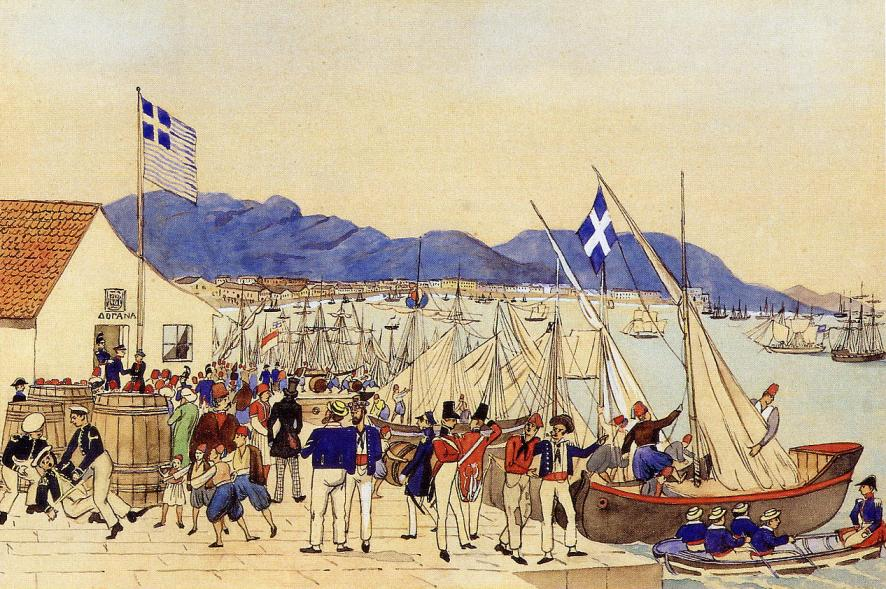
1837年のピレウス港税関。バイエルン人船長のルドヴィグ・コッルンベルゲルによる水彩画

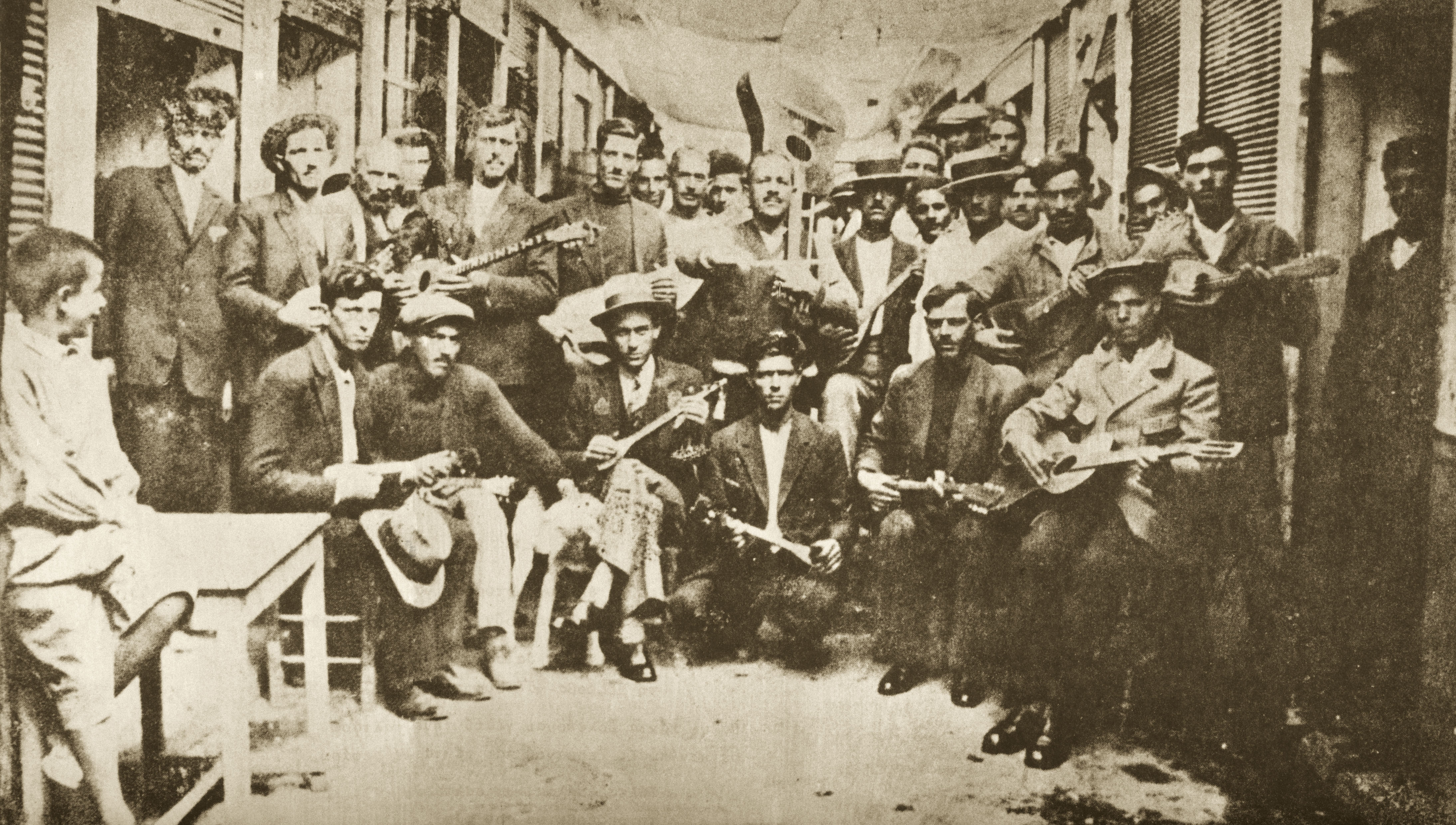
カライスカキのレベティコ（1933年）

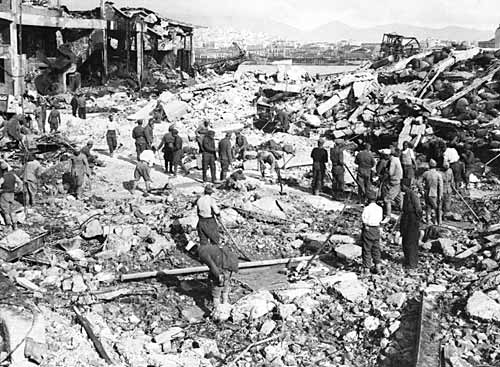
1941年4月6日のドイツ軍爆撃による被害

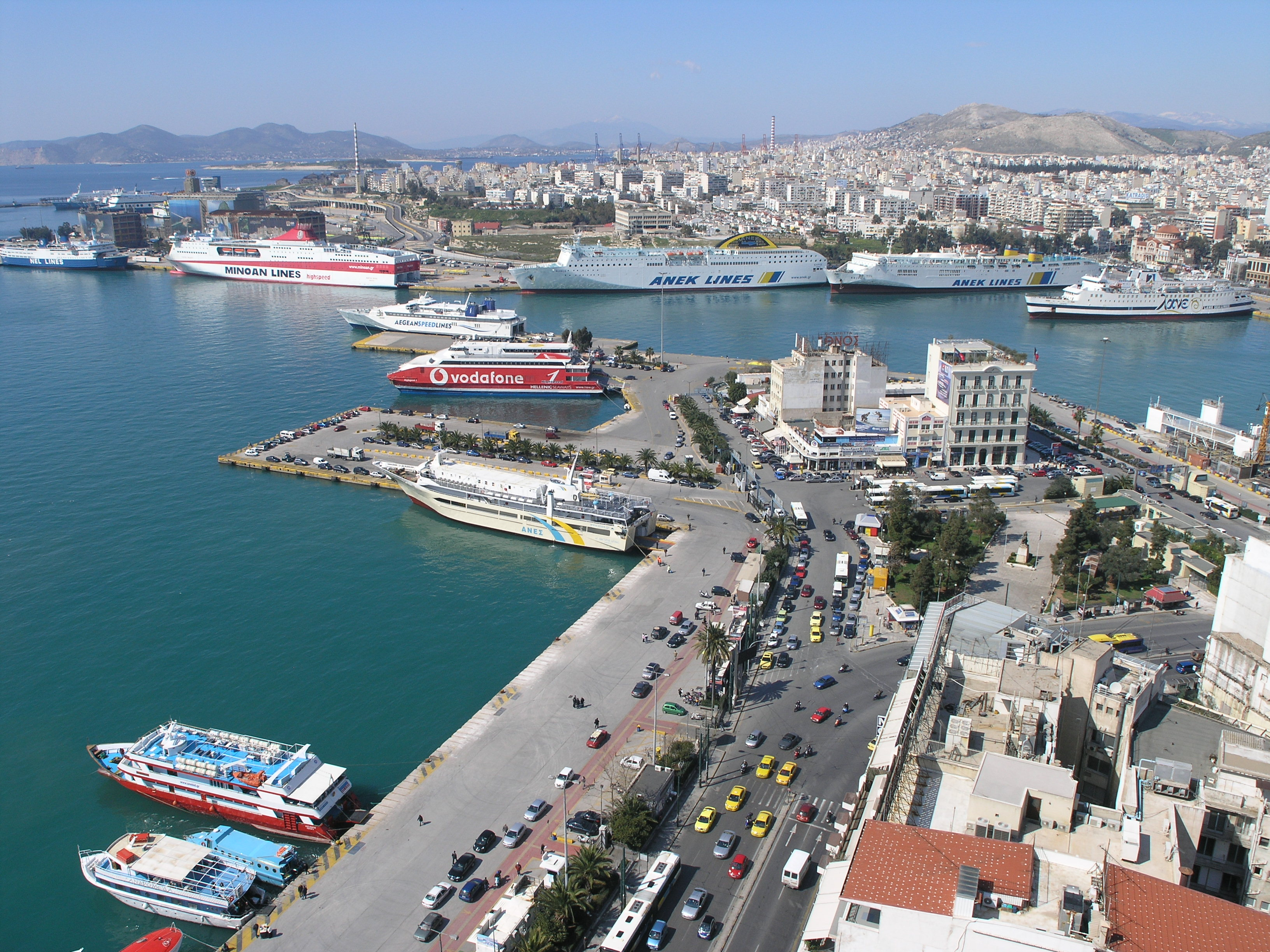
ピレウス港

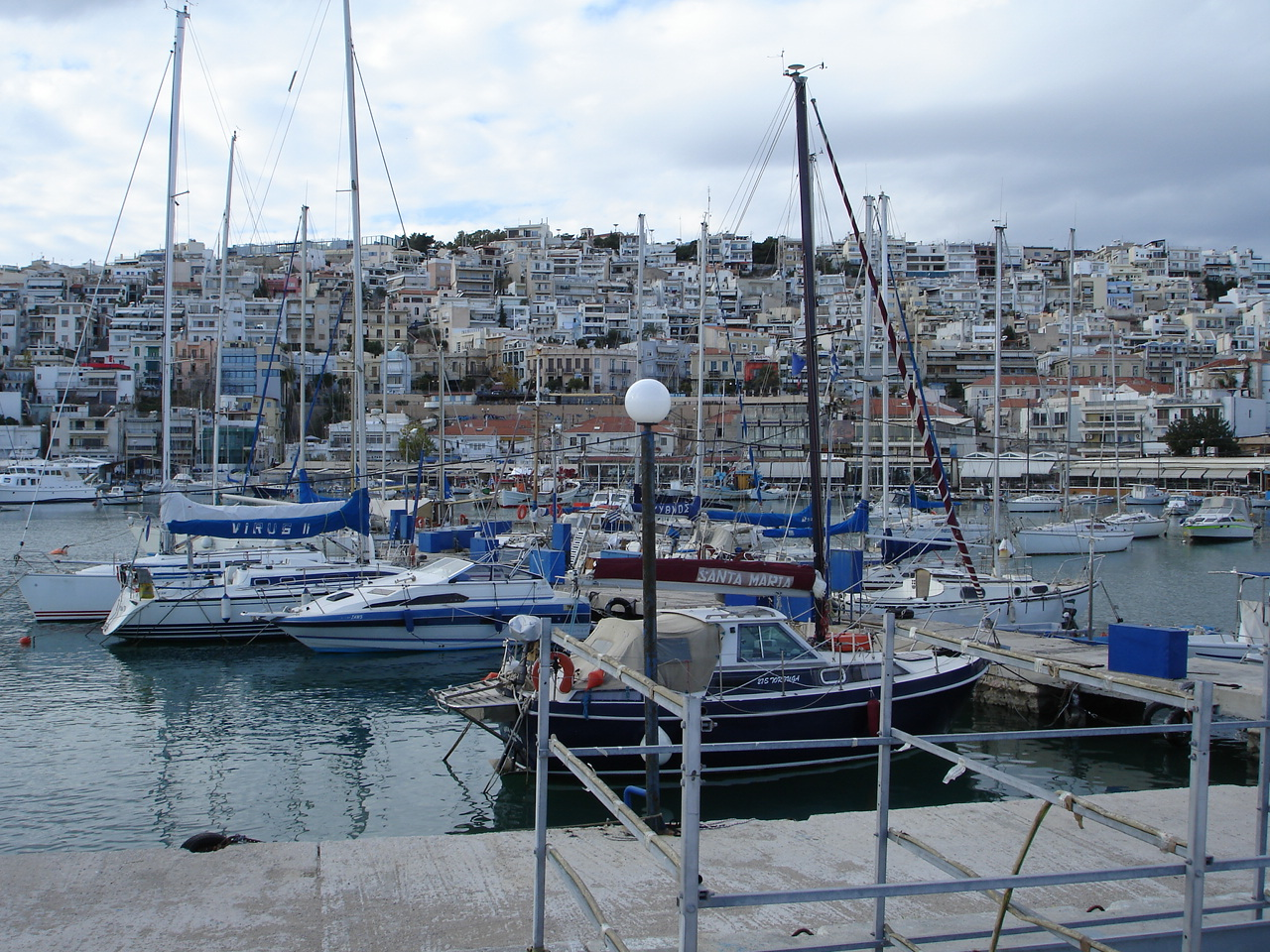
ミクロリマノからミューニキアを望む

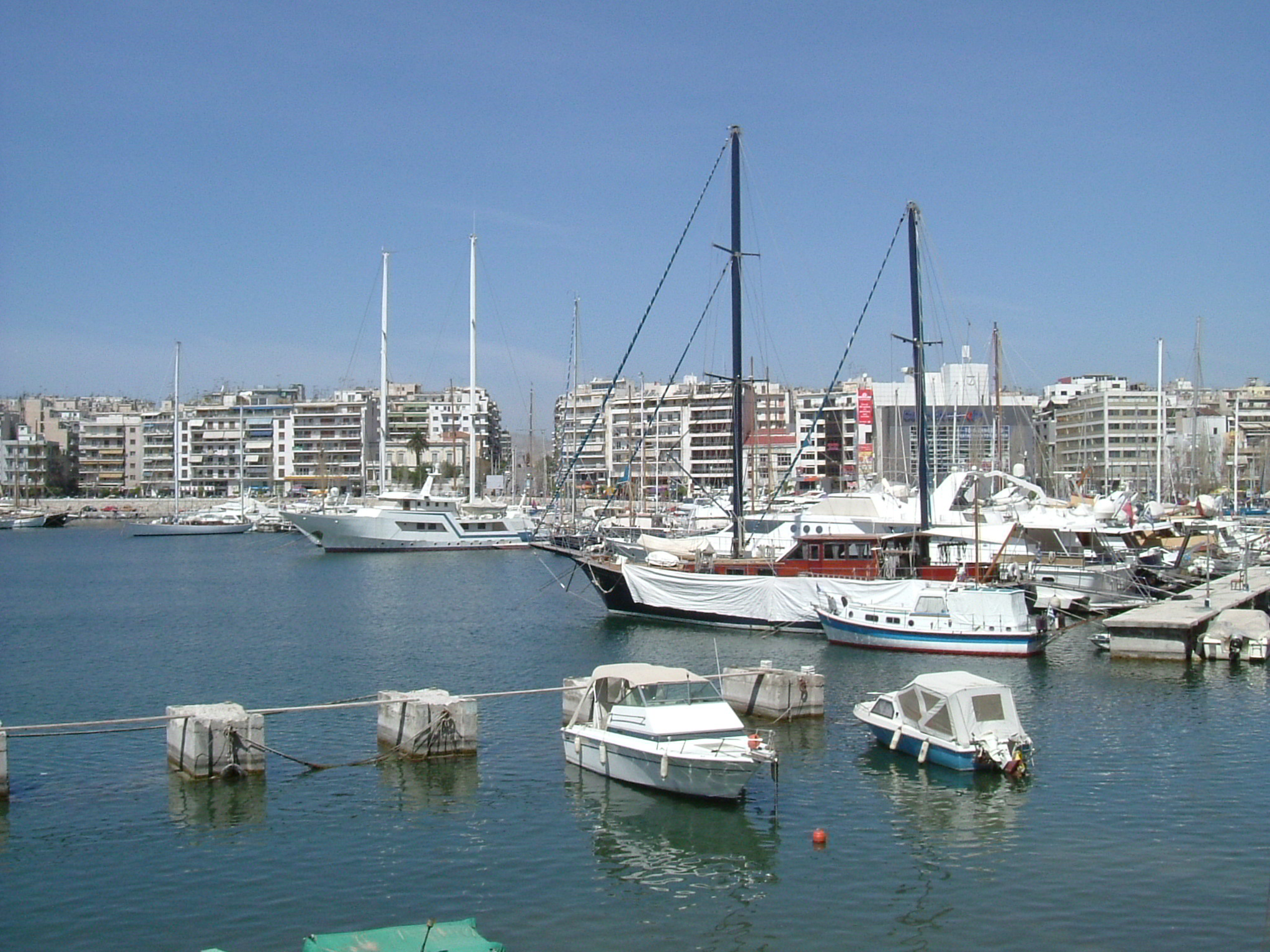
ゼア湾のピレウス港（パサリマニ）

1832年、近代ギリシャが建国され、首都はアテネに置かれた。ピレウスは再び商業と産業の中心に返り咲いた。主にエーゲ海諸島から移民が流入し続けた。都市計画はオソン1世が行ったが、前衛的だったため完成しなかった。
1835年、自治体が設置され、名前は再びピレウスになった。新興ブルジョワジーの請願によって市長選挙が行われ、ヒドラのキリアコス・セルフィオティスが選ばれた。当時の人口は約300人だった。ピレウスは寂れた漁村から、急速にギリシャ第2の都市且つ主要港に発展した。首都に近い地理的条件から、全国から人口が流入した。
1853年、クリミア戦争時には英仏連合軍によって占領された。
1869年、アテネ・ピレウス鉄道が開通した。
1893年、コリントス運河が完成した。鉄道と運河によってピレウスは更に重要性を増した。都市の成長に従って教育機関や教会、株取引所、市役所、中央市場、郵便局、慈善機関が建てられた。港も浚渫で近代化され、王立船着場や商業地区への鉄道、乾式ドック等が建てられた。19世紀末、ピレウスの人口は5万1020人に達した。
1911年、港の建設と維持を司る港湾委員会が設立された。
1912年～1922年、ピレウスは人口爆発を迎える。希土戦争 (1919年-1922年)の後のギリシャとトルコの住民交換によって、アナトリアからギリシャ人難民が押し寄せたために1920年には13万3482人だった人口が、1928年には25万1659人に倍増した。労働力の向上という利益はあったものの、旧市街周辺部(ニカイア・ケラツィニ・ドラペツォナ・コリダロス)への人口集中は多くの社会問題を引き起こした。
1930年、ピレウス港委員会が設立され、交通量の増加に対処し都市の発展に貢献した。新古典主義の建物が建ち、その傑作の1つであるピレウス市立映画館は今も使われている。
第二次世界大戦中、ギリシャを占領したナチス・ドイツはピレウスの軍事施設化を企むもピレウスの主任技術者となったアテネ工科大学学長のニコラス・キツィキスは共産主義者だったため、密かにレジスタンスを支援してこれに抵抗した。
戦後の1955年には復旧が完了し、新たな設備が造られた。
2016年、当時のアレクシス・ツィプラス政権がグレグジットを引き起こして先進国で初めてIMFに対する債務不履行に陥り、EUから債務圧縮を義務付けられたギリシャは中国の中遠海運港口（COSCO）にピレウス港の管理・整備・開発の権利を売却した。同様にCOSCOに買収された西地中海最大とされるスペインのバレンシアの港とともに中国の地中海戦略を担うとされ、一帯一路構想に重要な拠点とされた。

## 交通

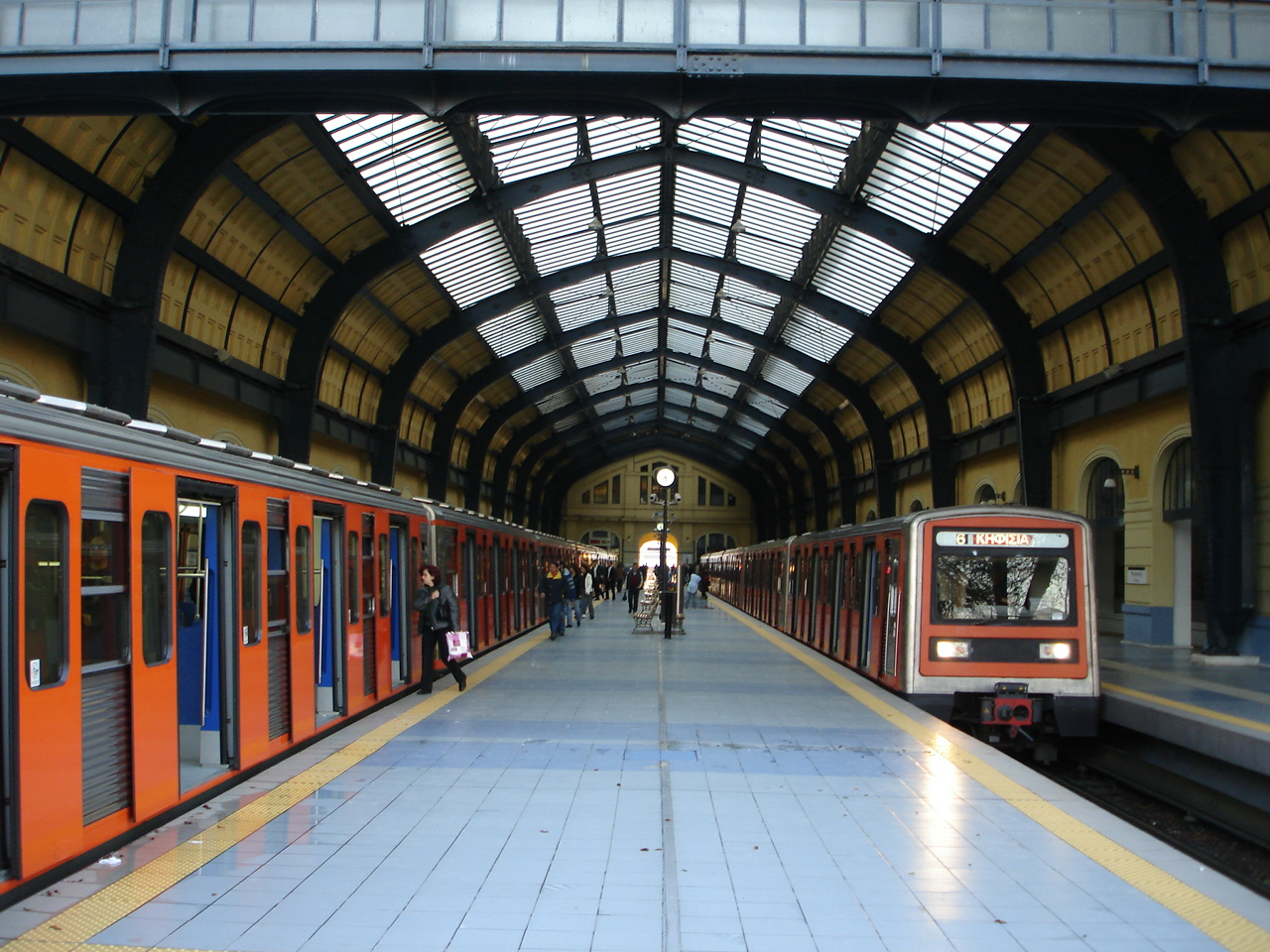
地下鉄ピレウス駅

アテネの中心部からは、地下鉄又はギリシャ国鉄のプロアスティアコスで約30分ほどの距離である。ピレウス港からはクレタ島、ミコノス島、デロス島、イドラ島、サントリーニ島、ナクソス島、ロドス島などへのフェリーが出ている。

## 文化
- ピレウス考古学博物館：主として古代の彫刻を所蔵する博物館。

## スポーツ
総合スポーツクラブ、オリンピアコスの本拠地スタジアムやアリーナがある。

## 姉妹都市
- アルハンゲリスク（ロシア）
- ヴァルナ（ブルガリア）
- ウースター（アメリカ）
- オストラヴァ（チェコ）
- オデッサ（ウクライナ）[6]
- ガラツィ（ルーマニア）
- サンクトペテルブルク（ロシア）[6][7]
- 上海（中国）
- バトゥミ（ジョージア）[6][8][9]
- ビリニュス（リトアニア）
- ボルチモア市（アメリカ）[10]
- マルセイユ（フランス）
- ロサリオ（アルゼンチン）[11]